# IEEE 802.11w-2009
IEEE 802.11w-2009 es un protocolo que hace parte de IEEE 802.11 basado en el protocolo 802.11i, sirve para proteger redes WLAN contra ataques sutiles en las tramas de gestión inalámbricas (WLAN).
Lo que se busca es extender la protección que se obtiene del estándar 802.11i más allá de los datos hasta las tramas de gestión, responsables de las principales operaciones de una red.
El IEEE 802.11w fue publicado en 2009 como una adición para 802.11i cubriendo su marco de gestión de seguridad. Introduce marcos de gestión protegida con la ayuda de mecanismos que permiten saber la autenticidad del origen de los datos, la integridad de datos y protección de reproducción.

## Usos
Redes LAN inalámbricas envían la información de gestión del sistema en marcos sin protección, lo que las hace vulnerables. Esta norma protegerá contra la interrupción de la red causada por sistemas maliciosos que forjan las solicitudes de disociación que parecen ser enviado por un equipo válido.